# Puerta de Sevilla (Córdoba)
La puerta de Sevilla es una puerta de acceso del siglo XIV situada en el tramo occidental de las murallas de Córdoba, España. Se considera la única de las tres puertas que se han conservado de la ciudad, junto con la puerta del Puente y la puerta de Almodóvar. Está situada muy cerca del puente de San Rafael, al final de la avenida Conde de Vallellano. A pesar de ello, se cree que su ubicación original en época islámica estaría más cerca del Alcázar de los Reyes Cristianos y era conocida como puerta de Drogueros. 
Su construcción vino propiciada por la creación del barrio de San Basilio, o barrio del Alcázar Viejo, cuya extensión de la muralla y la ciudad hacia el oeste hizo necesaria una nueva puerta de entrada a la misma. Este nombre le viene dado por la conexión de dicho camino hacia la ciudad de Sevilla y se cree que también llevaba hasta el Zoco Grande de Córdoba, destruido durante la Fitna de al-Ándalus.

## Descripción

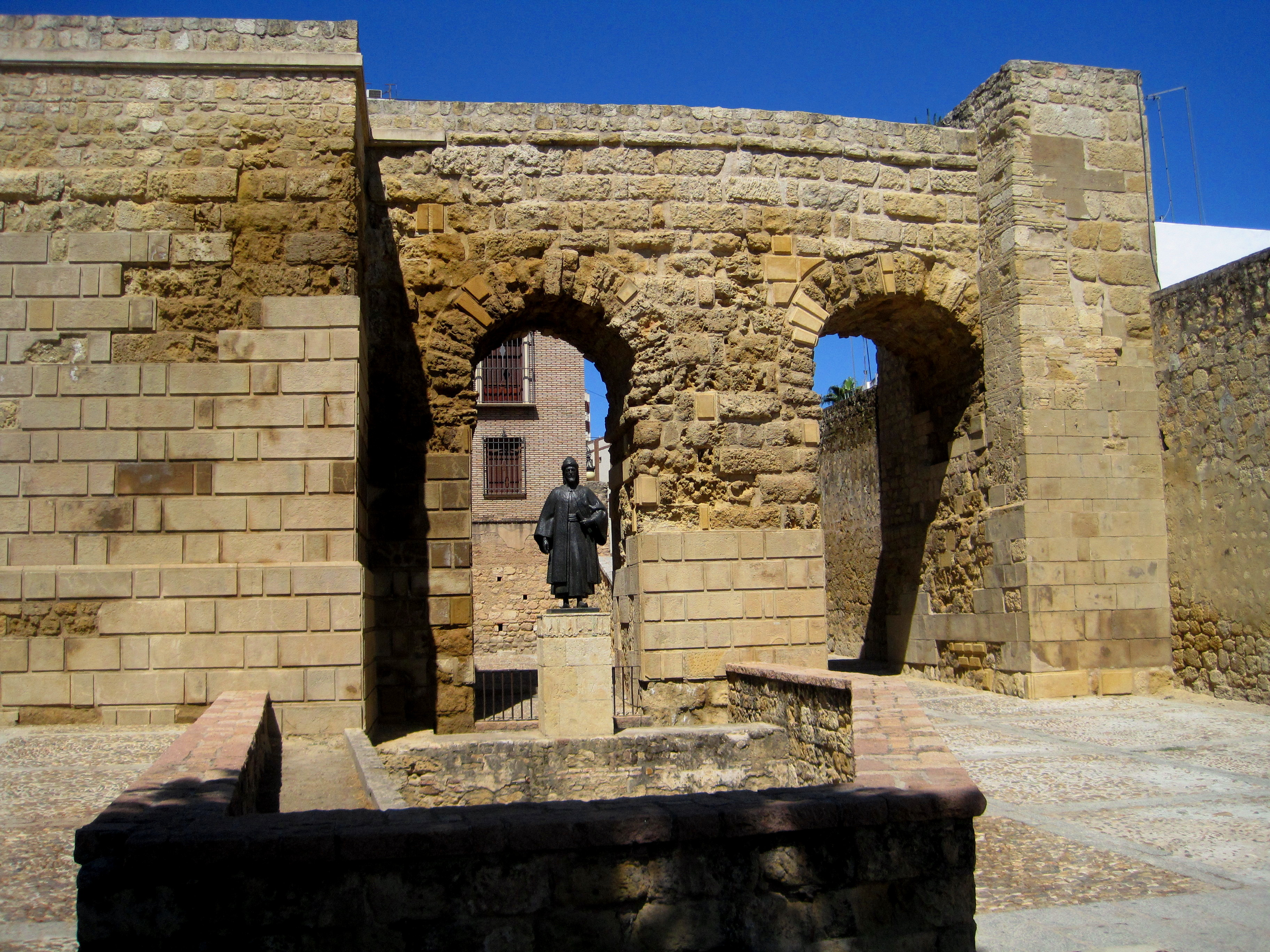
Restos de la muralla, posiblemente un acueducto, junto al monumento a Ibn Hazm.

La puerta no es de gran tamaño, sino que se compone de un único vano adintelado. Lo más destacable del conjunto son dos arcos pequeños gemelos, adosados perpendicularmente al muro que discurre junto a la puerta y una pequeña torre, cuyas últimas teorías sugieren que podría haber sido un acueducto. Junto a la puerta también se encuentra una tumba romana. Coronando el conjunto se halla el escudo de la ciudad.

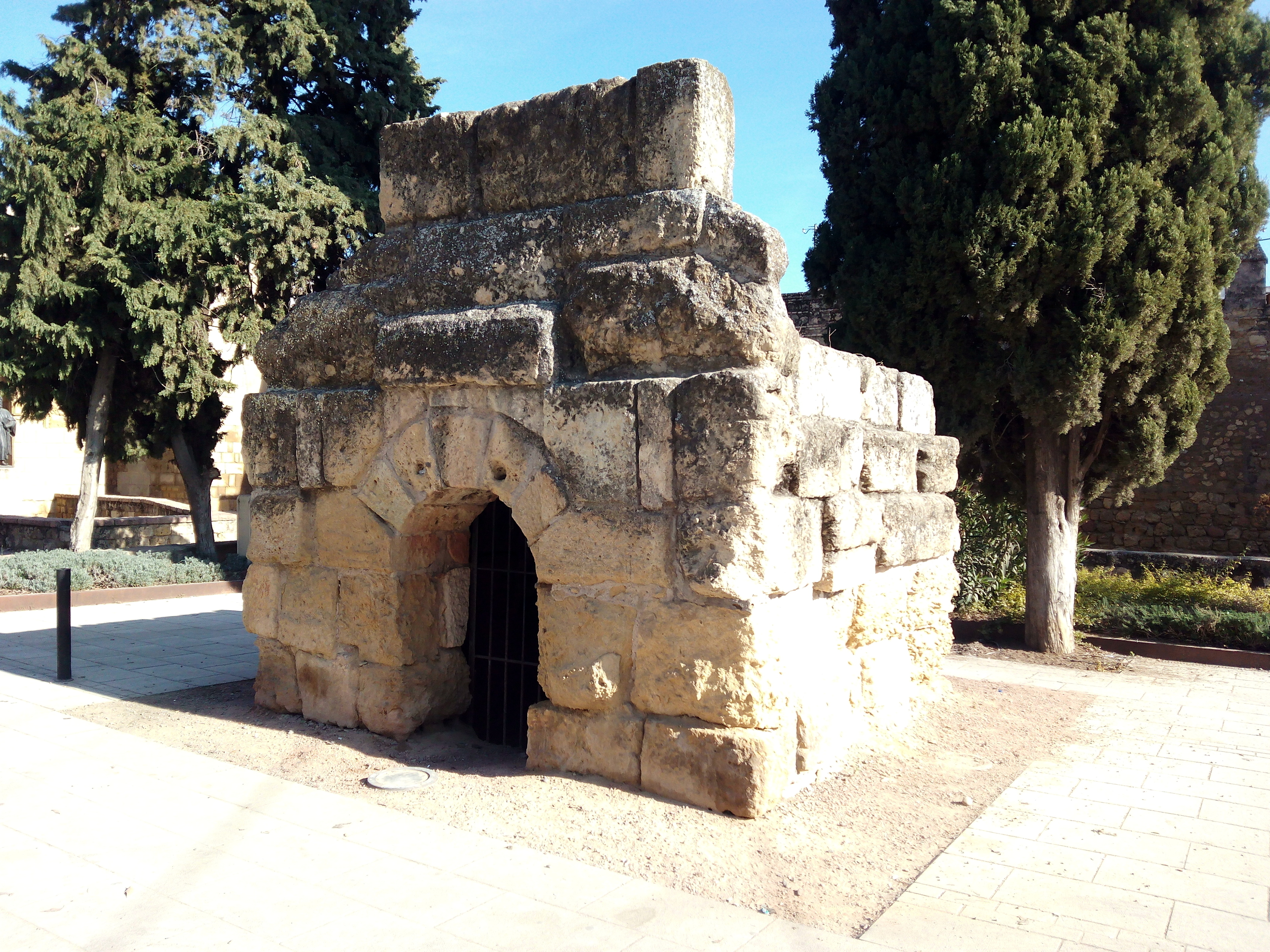
Monumento funerario romano de la Puerta de Sevilla

Delante de la puerta encontramos además un monumento al filósofo e historiador Ibn Hazm sujetando en un rollo su obra más famosa, El collar de la paloma. Dicho monumento fue realizado en 1963 por el escultor Amadeo Ruiz Olmos.